# Bosbranden in Californië 2007

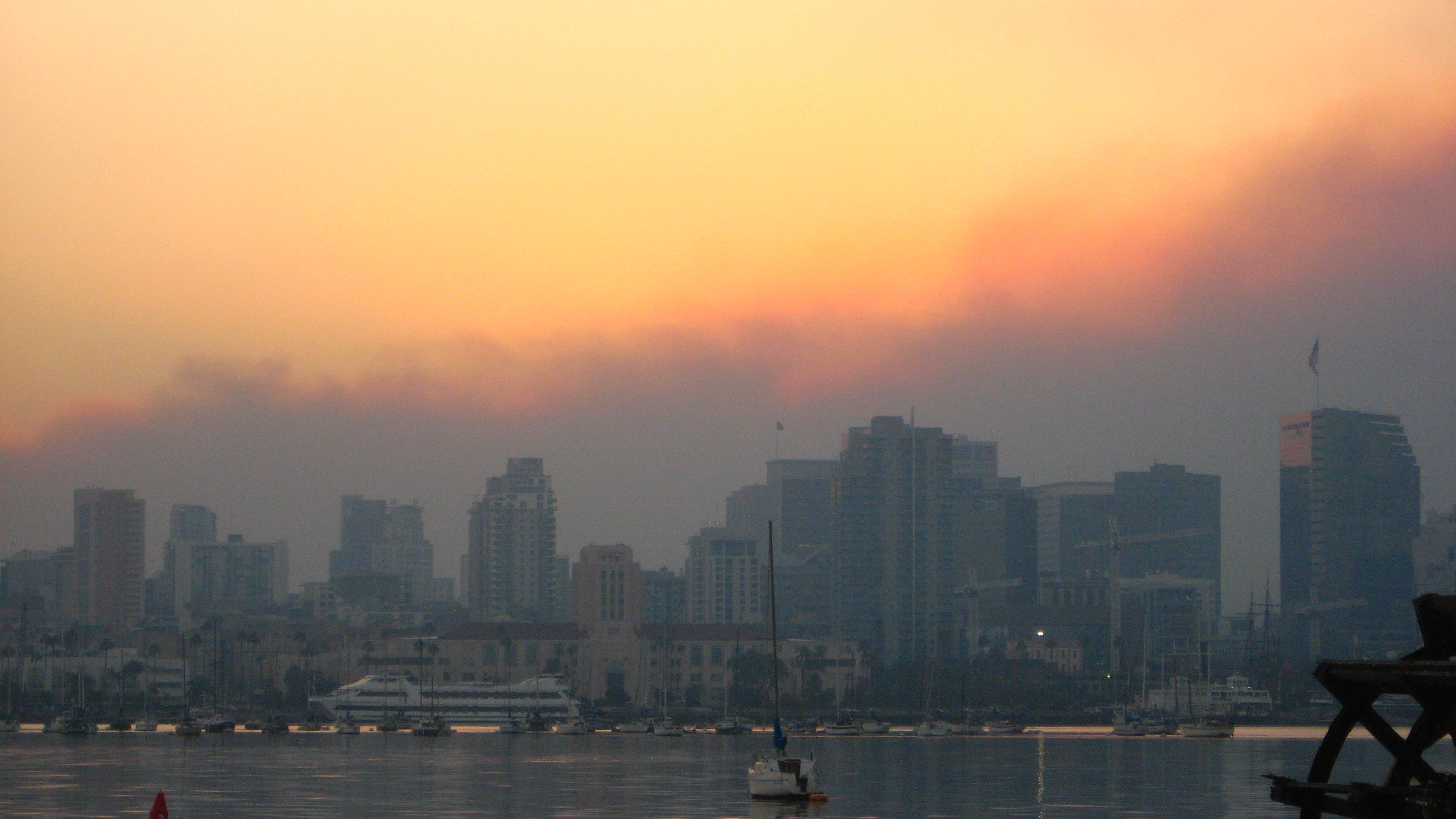
Stedelijk silhouet van San Diego bij zonsopgang gevangen in de rook (23 oktober)

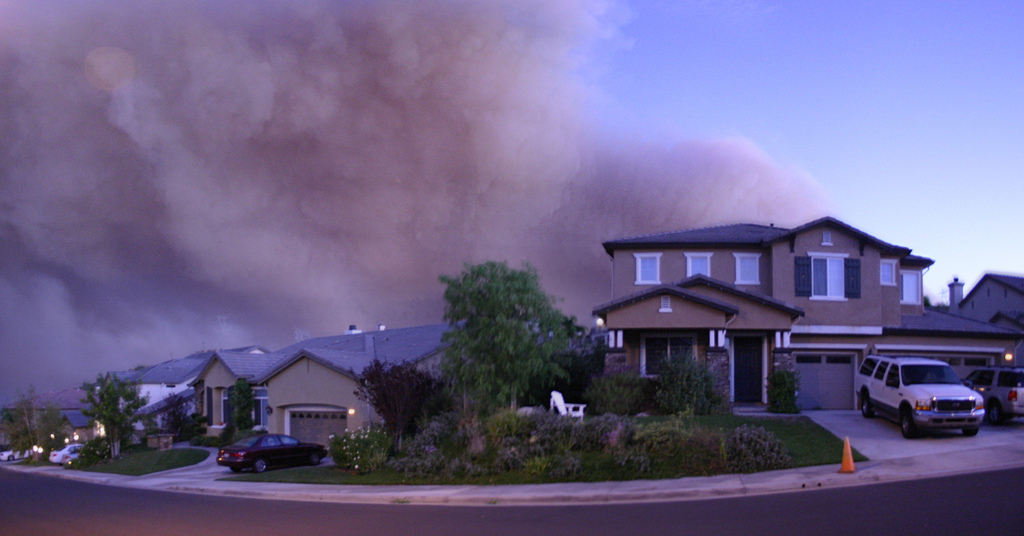
Huizen in Saugus (Santa Clarita) bedreigd door de vlammen (21 oktober)

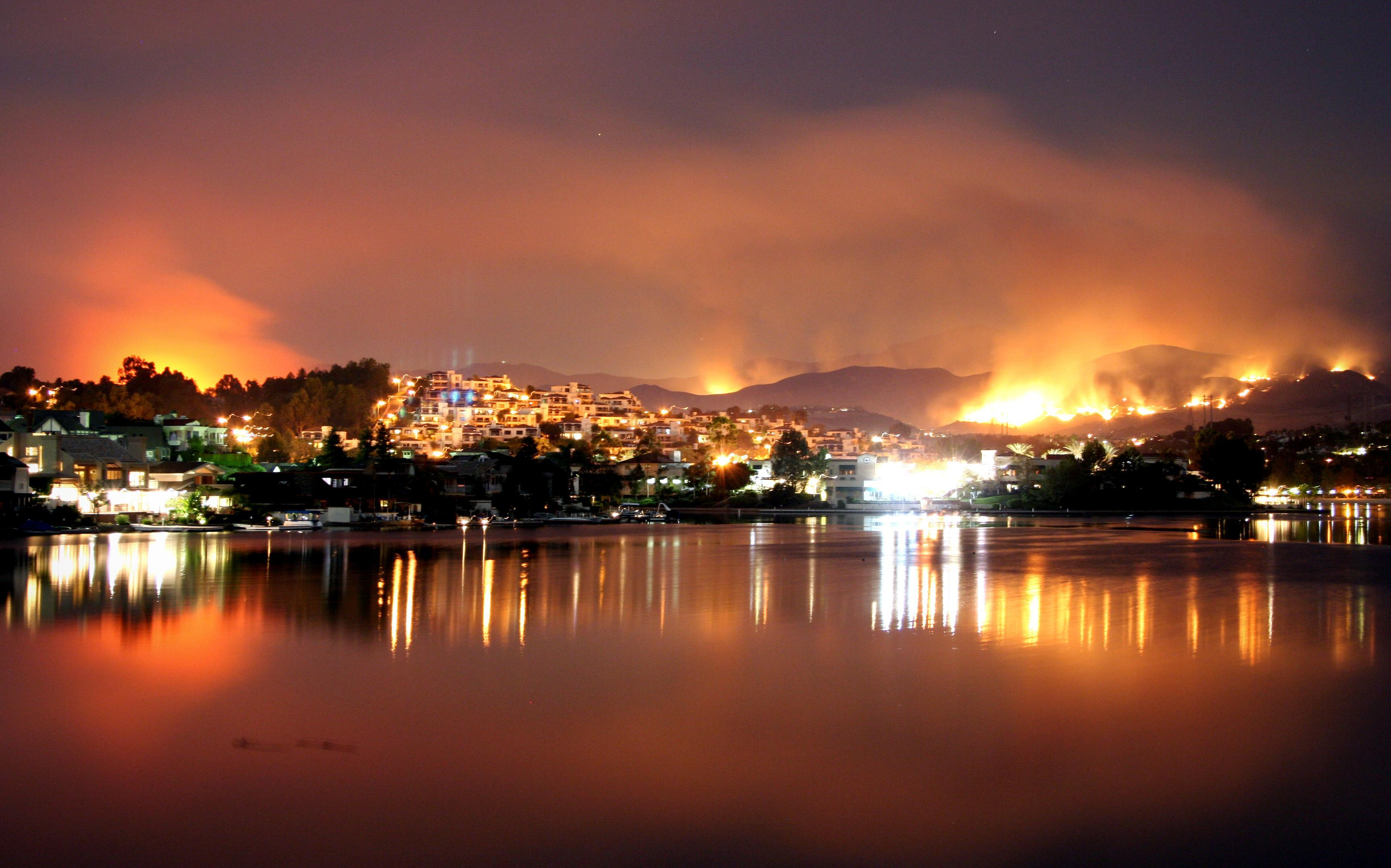
Nachtelijke vuurhaarden in de heuvels van Orange County (23 oktober)

Op 21 oktober 2007 braken er diverse bosbranden in Zuid-Californië uit. Deze namen snel in aantal en hevigheid toe vanwege de met grote kracht waaiende woestijnwind Santa Ana, de zeer hoge temperaturen en de kurkdroge grond. Californië had namelijk tot dan toe in 2007 nog maar een vijfde van de normale hoeveelheid regen gekregen. Opmerkelijk aan deze bosbranden was dat ze in sommige wijken slechts één huis troffen. Ook het omgekeerde kwam voor, er waren wijken waar alles werd verwoest behalve één huis dat volledig intact bleef.

## Omvang en verloop
De bosbranden strekten zich uit van Santa Barbara in het noorden tot aan de Mexicaanse grens in het zuiden, met name het gebied rondom San Diego werd zwaar getroffen. Duizenden brandweerlieden werden op 22 oktober versterkt met 1500 nationale gardisten. De brandweer meende dat deze bosbranden erger waren dan die van oktober 2003.
Gouverneur Arnold Schwarzenegger en president George W. Bush zagen zich genoodzaakt op 22 respectievelijk 23 oktober de noodtoestand uit te roepen.
Op 24 oktober bleek 161.000 hectare aan bos verloren te zijn gegaan, 1300 gebouwen te zijn verbrand en ongeveer zes personen om het leven te zijn gekomen. Ook waren op dat moment ruim een half miljoen personen geëvacueerd en werden 900.000 anderen opgedragen ook een goed heenkomen te zoeken. Het aantal bosbranden was inmiddels uitgegroeid tot zestien.
In het getroffen gebied bevond zich de stad Malibu waar veel bekende filmsterren een verblijf hebben. Toen de branden de stad Santa Clarita naderden, kwam het pretpark Six Flags Magic Mountain in gevaar. Het vuur raasde er echter met een bocht omheen.
President Bush bezocht op 25 oktober het rampgebied. De branden waren ondertussen stilaan onder controle gebracht maar de schade was groot. Deze liep in de miljarden dollars. Zo schatte men de schade in het gebied van San Diego op meer dan een miljard dollar. De vooruitzichten waren echter gunstig omdat meteorologen niet alleen een afzwakking van de hete en droge woestijnwind verwachtten maar ook dat er een frisse zeewind voor in de plaats zou komen. De filmsterrenstad Malibu bleek geen gevaar meer te lopen en de inwoners mochten daarom naar hun woningen terugkeren.
Gouverneur Schwarzenegger liet gevangenen inzetten om de branden te bestrijden. Hij vond dat deze wel een dienst konden bewijzen omdat ze toch moesten worden geëvacueerd. Alleen gevangenen die nog ten hoogste vijf jaar vast moesten zitten, kwamen hiervoor in aanmerking. In ruil voor hun vrijwillige inzet kregen ze voor elke blusdag een dollar plus een dag strafvermindering.
Een van de branden bleek later te zijn aangestoken door een tienjarig kind dat met lucifers aan het spelen was.

## Satellietbeelden

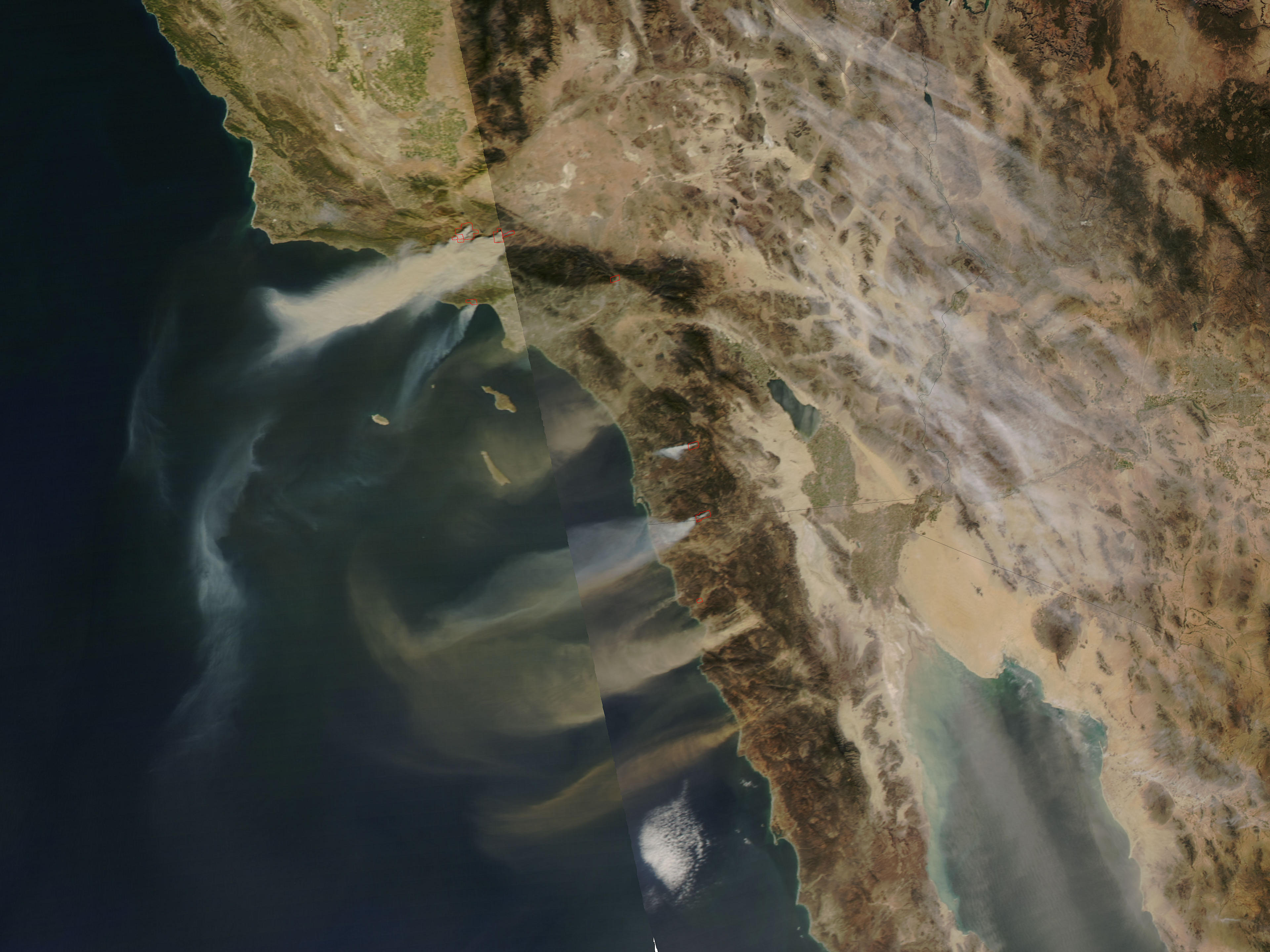
21 oktober 2007

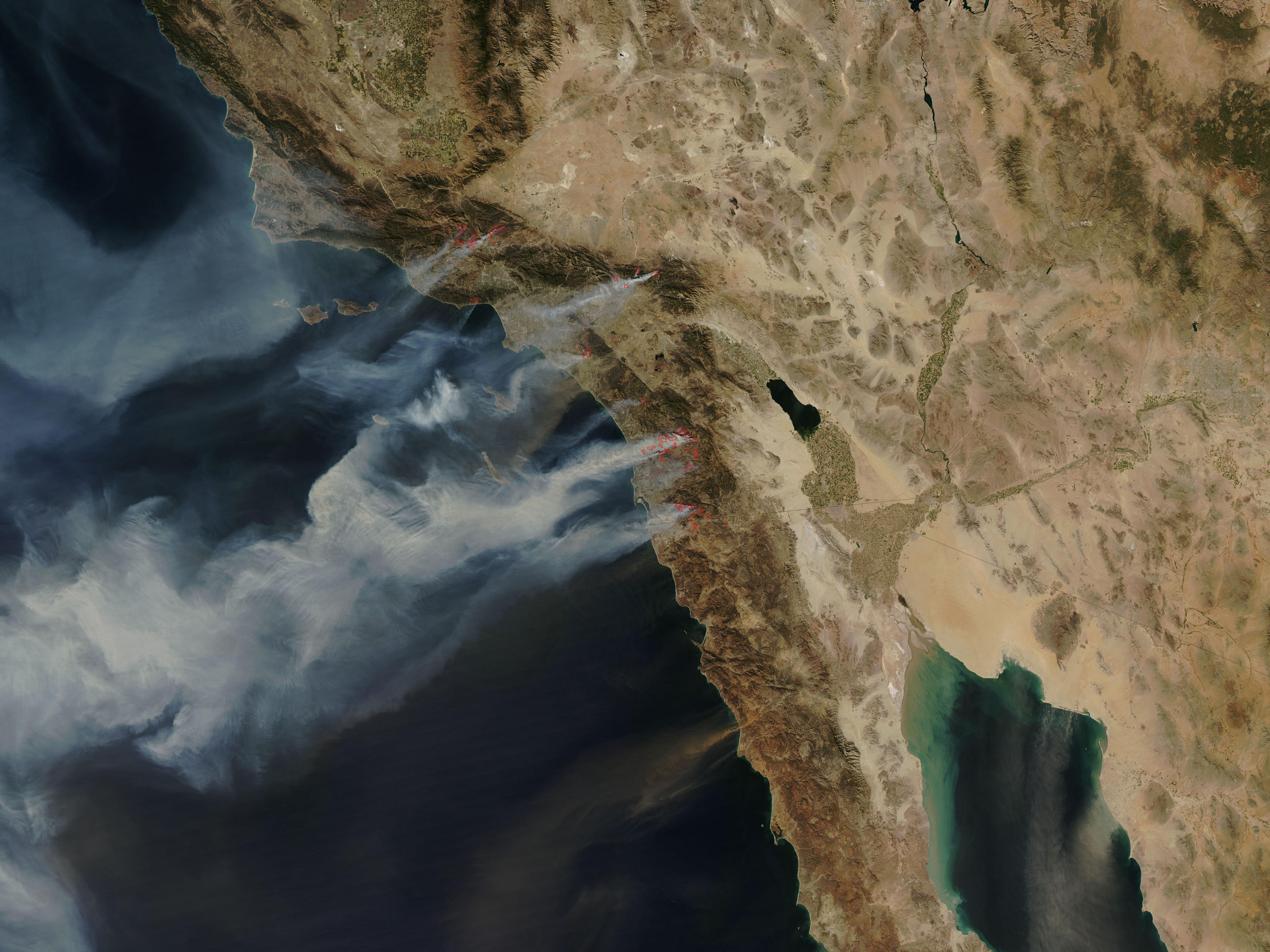
22 oktober 2007

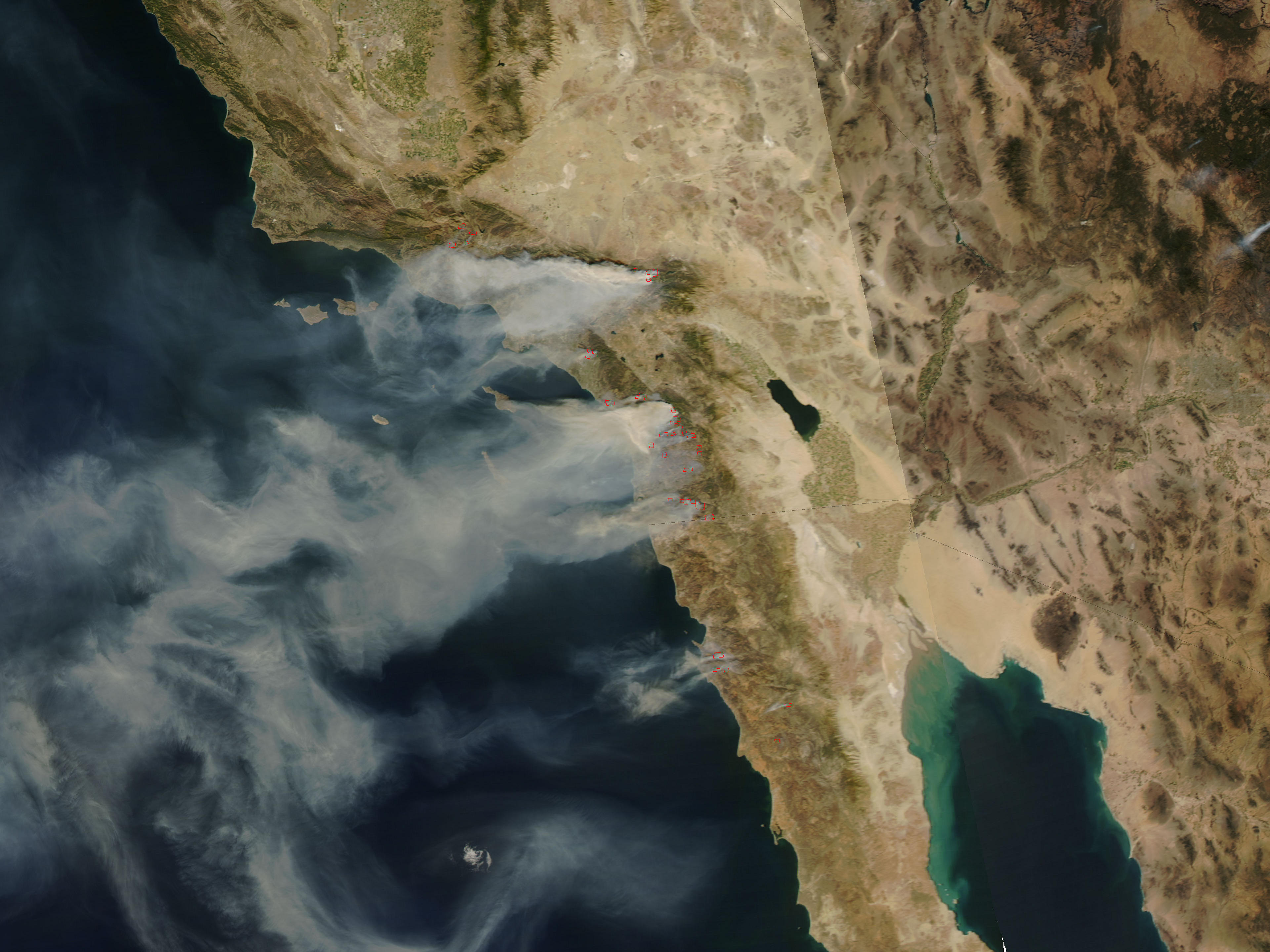
23 oktober 2007

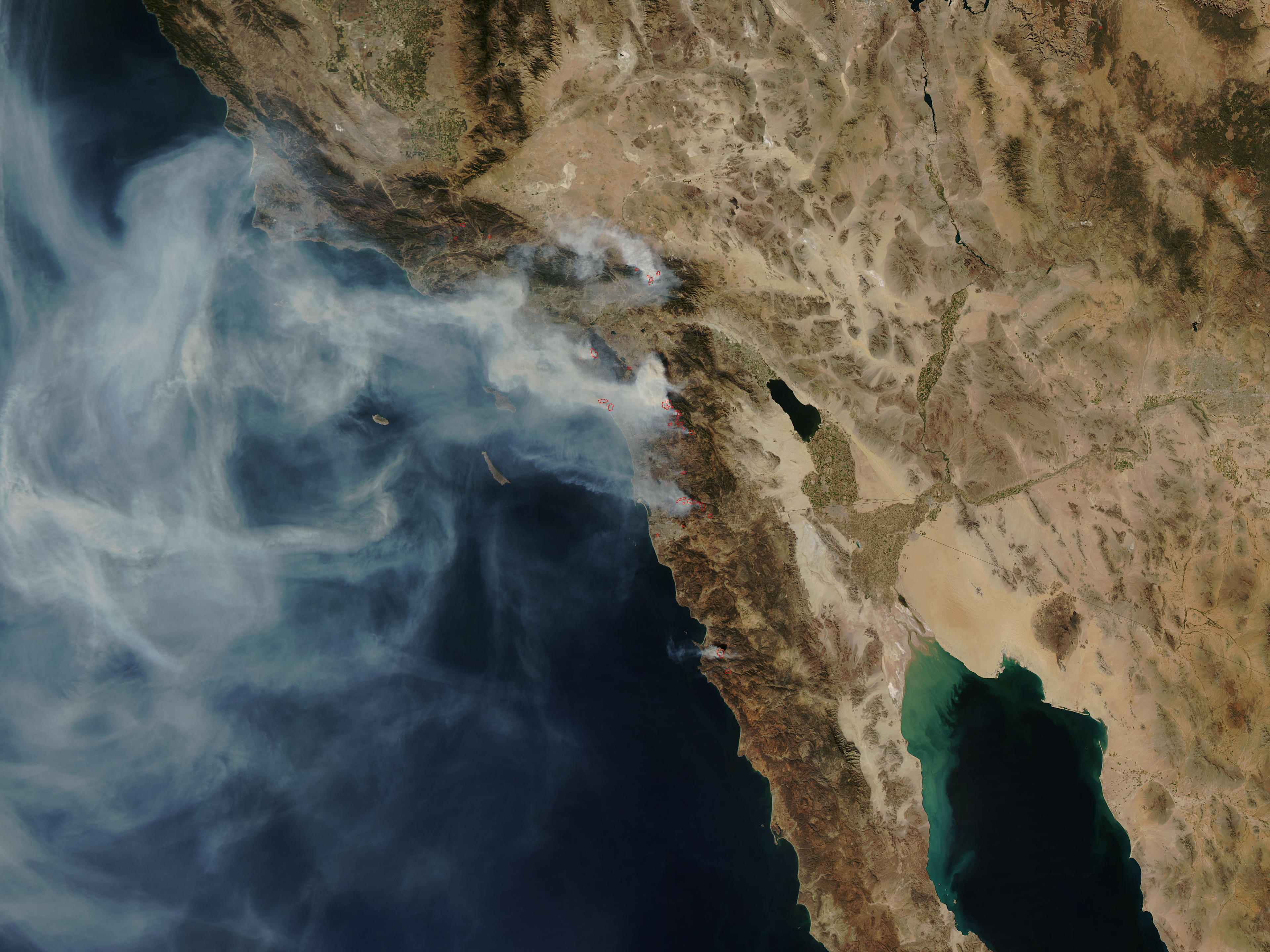
24 oktober 2007